# Henryk Koczewski
Henryk Koczewski (ur. 12 lipca 1918 w Łodzi, zm. 29 lipca 1993 tamże) – polski piłkarz, grający na pozycji napastnika (lewy łącznik), tenisista stołowy oraz hokeista, związany przez większość kariery z ŁKS-em Łódź.
Był wychowankiem ŁKS-u, w barwach którego zaliczył ponad 60 występów w najwyższej klasie rozgrywkowej. W debiucie ligowym (1934) strzelił bramkę, co czyni go najmłodszym w historii klubu strzelcem (miał wówczas zaledwie 16 lat i 52 dni). Po wojnie reprezentował m.in. barwy stołecznej Polonii. 
Prócz gry na trawiastych boiskach, występował także na tafli lodowej, wraz z innymi piłkarzami ŁKS-u, w tym m.in. z Władysławem Królem, Antonim Gałeckim oraz Eugeniuszem Tadeusiewiczem. Ponadto, uprawiał także tenis stołowy.
Zmarł w 1993 roku i został pochowany na cmentarzu komunalnym Doły w Łodzi.